# Championnats du monde de BMX 2007
Navigation
Édition précédente Édition suivante
Les championnats du monde de BMX 2007 se sont déroulés à Victoria (Colombie-Britannique) au Canada du 26 juillet au 29 juillet 2007.

## Podiums
| Épreuves                     | Or                            | Argent                         | Bronze                        |
| ---------------------------- | ----------------------------- | ------------------------------ | ----------------------------- |
| Épreuves masculines          |                               |                                |                               |
| Élite hommes                 | Kyle Bennett États-Unis       | Khalen Young Australie         | Randy Stumpfhauser États-Unis |
| Cruiser élite hommes         | Jonathan Suarez Venezuela     | Daniel Caluag États-Unis       | Kelvin Batey Royaume-Uni      |
| Épreuve masculines - juniors |                               |                                |                               |
| Junior hommes                | Yvan Lapraz Suisse            | Joey Bradford États-Unis       | Logan Collins États-Unis      |
| Cruiser junior hommes        | Fausto Endara Équateur        | Yvan Lapraz Suisse             | George Sowers États-Unis      |
| Épreuves féminines           |                               |                                |                               |
| Élite femmes                 | Shanaze Reade Royaume-Uni     | Sarah Walker Nouvelle-Zélande  | Jana Horáková Tchéquie        |
| Cruiser élite femmes         | Sarah Walker Nouvelle-Zélande | Aneta Hladikova Tchéquie       | Amélie Despeaux France        |
| Épreuves féminines - juniors |                               |                                |                               |
| Junior femmes                | Magalie Pottier France        | María Eugenia Ruarte Argentine | Lieke Klaus Pays-Bas          |
| Cruiser junior femmes        | Magalie Pottier France        | Romana Labounkova Tchéquie     | Joyce Seesing Pays-Bas        |

## Tableau des médailles
| Rang  | Nation           | Or | Argent | Bronze | Total |
| ----- | ---------------- | -- | ------ | ------ | ----- |
| 1     | France           | 2  | 0      | 1      | 3     |
| 2     | États-Unis       | 1  | 2      | 3      | 6     |
| 3     | Nouvelle-Zélande | 1  | 1      | 0      | 2     |
| 3     | Suisse           | 1  | 1      | 0      | 2     |
| 5     | Royaume-Uni      | 1  | 0      | 1      | 2     |
| 6     | Équateur         | 1  | 0      | 0      | 1     |
| 6     | Venezuela        | 1  | 0      | 0      | 1     |
| 8     | Tchéquie         | 0  | 2      | 1      | 3     |
| 9     | Argentine        | 0  | 1      | 0      | 1     |
| 9     | Australie        | 0  | 1      | 0      | 1     |
| 11    | Pays-Bas         | 0  | 0      | 2      | 2     |
| Total | Total            | 8  | 8      | 8      | 24    |